# Жозе Агуаш
Жозе́ Агуаш (порт. José Águas, нар. 9 листопада 1930, Лобіту — пом. 10 грудня 2000, Лісабон) — португальський футболіст, що грав на позиції нападника. По завершенні ігрової кар'єри — футбольний тренер.
Більшу частину кар'єри провів у «Бенфіці», у складі якої став п'ятиразовим чемпіоном Португалії, семиразовим володарем Кубка Португалії та дворазовим володарем Кубка чемпіонів УЄФА. Багаторічний капітан клубу. Відрізнявся високою технікою володіння м'ячем, відмінною тактичною підготовкою, швидкістю прийняття рішень. Також виступав у національній збірній Португалії. Його син, Руй Агуаш, також був професійним футболістом.

## Клубна кар'єра
Народився 9 листопада 1930 року в місті Лобіту, Португальська Західна Африка, Португальська імперія (нині — Ангола), в сім'ї білих колоністів.
Агуаш розпочав свою футбольну кар'єру в місцевій команді «Лузітану» (Лобіту), де грав до переходу в лісабонську «Бенфіку» в 1950 році. Існувала легенда, що він був знаменитим мисливцем на левів у своїй рідній Анголі до того, як «Бенфіка» підписала з ним контракт.

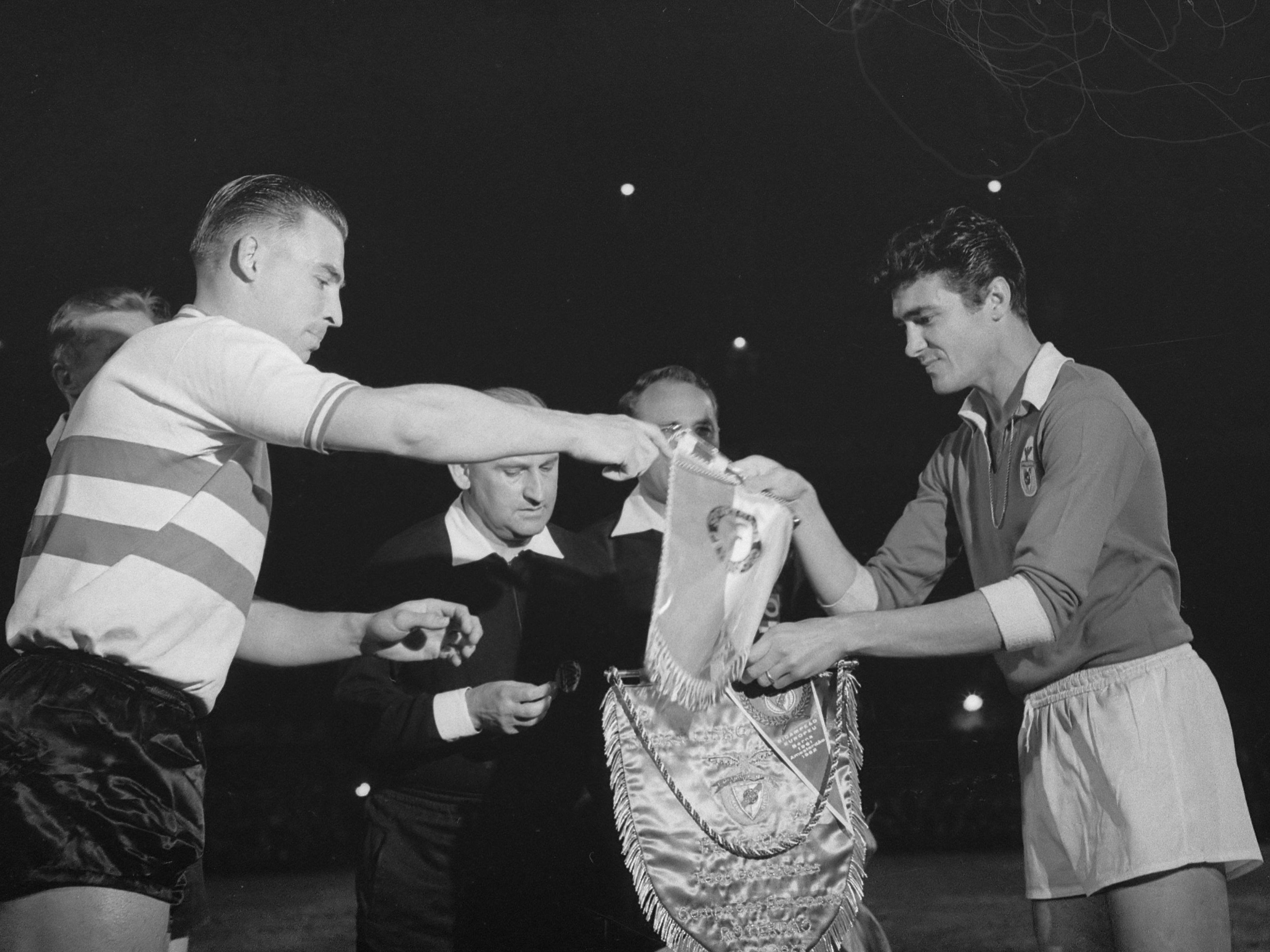
Жозе Агуаш (праворуч) перед матчем проти «Феєнорда». 10 квітня 1963 року

З «Бенфікою» він п'ять разів вигравав чемпіонат (1955, 1957, 1960, 1961 і 1963 році) і сім разів — кубок, також він п'ять разів ставав найкращим бомбардиром національної ліги (1952, 1956, 1957, 1959 і 1961) і одного разу найкращим бомбардиром Кубка чемпіонів (1961, 10 голів). В роки, що передували приходу в Лісабон Ейсебіу, він зіграв важливу роль в успіху «Бенфіки» в завоюванні двох поспіль Кубків європейських чемпіонів: у 1961 році проти «Барселони» (3:2), а в наступному сезоні проти мадридського «Реала» (5:3). Він забив перші голи своєї команди в обох випадках, але, будучи капітаном клубу, він не зміг привести команду до хет-трику після поразки з рахунком 1:2 від «Мілана» в фіналі 1963 році (він просто не грав). Всього з сезону 1950/1951 по сезон 1962/1963 провів 282 матчі і забив 290 голів у чемпіонаті, 75 матчів і 70 голів у Кубку Португалії, а також 25 матчів і 19 голів в єврокубках.
Після відходу з «Бенфіки» у 33 роки, Агуаш зіграв ще один сезон за віденську «Аустрію», завершивши кар'єру влітку наступного року.

## Виступи за збірну
23 листопада 1952 року дебютував в офіційних матчах у складі національної збірної Португалії в матчі з Австрією, який закінчився нічиєю 1:1. Його остання поява на полі у футболці збірної відбулася 17 травня 1962 року та закінчилася поразкою з рахунком 1:2 від Бельгії. Протягом кар'єри у національній команді, яка тривала 11 років, провів у формі головної команди країни лише 25 матчів, забивши 11 голів.

## Кар'єра тренера
Розпочав тренерську кар'єру невдовзі по завершенні кар'єри гравця, 1966 року, очоливши тренерський штаб клубу «Марітіму».
У 1967—1968 роках очолював команду «Атлетіку» (Лісабон), яку вивів до елітного португальського дивізіону.
Останнім місцем тренерської роботи був клуб «Лейшойнш», команду якого Жозе Агуаш очолював як головний тренер до 1969 року.
Помер 10 грудня 2000 року на 71-му році життя у місті Лісабон.

## Статистика виступів

### Статистика клубних виступів
| Клуб              | Сезон             | Ліга | Ліга | Кубки | Кубки | Кубок чемпіонів | Кубок чемпіонів | Інші | Інші | Разом | Разом |
| Клуб              | Сезон             | Ігри | Голи | Ігри  | Голи  | Ігри            | Голи            | Ігри | Голи | Ігри  | Голи  |
| ----------------- | ----------------- | ---- | ---- | ----- | ----- | --------------- | --------------- | ---- | ---- | ----- | ----- |
| «Бенфіка»         | 1950/51           | 19   | 23   | 7     | 6     | -               | -               | 0    | 0    | 26    | 29    |
| «Бенфіка»         | 1951/52           | 22   | 28   | 7     | 6     | -               | -               | 0    | 0    | 29    | 34    |
| «Бенфіка»         | 1952/53           | 25   | 25   | 7     | 10    | -               | -               | 0    | 0    | 32    | 35    |
| «Бенфіка»         | 1953/54           | 18   | 23   | 2     | 0     | -               | -               | 0    | 0    | 20    | 23    |
| «Бенфіка»         | 1954/55           | 26   | 20   | 6     | 6     | -               | -               | 0    | 0    | 32    | 26    |
| «Бенфіка»         | 1955/56           | 26   | 28   | 2     | 2     | 0               | 0               | 2    | 0    | 30    | 30    |
| «Бенфіка»         | 1956/57           | 25   | 30   | 7     | 3     | 0               | 0               | 2    | 0    | 34    | 33    |
| «Бенфіка»         | 1957/58           | 22   | 22   | 8     | 9     | 2               | 0               | 0    | 0    | 32    | 31    |
| «Бенфіка»         | 1958/59           | 24   | 26   | 9     | 3     | 0               | 0               | 0    | 0    | 33    | 29    |
| «Бенфіка»         | 1959/60           | 25   | 18   | 8     | 12    | 0               | 0               | 2    | 1    | 35    | 31    |
| «Бенфіка»         | 1960/61           | 23   | 27   | 1     | 5     | 9               | 11              | 0    | 0    | 33    | 43    |
| «Бенфіка»         | 1961/62           | 22   | 18   | 5     | 2     | 7               | 6               | 4    | 0    | 38    | 26    |
| «Бенфіка»         | 1962/63           | 4    | 2    | 6     | 5     | 3               | 1               | 0    | 0    | 13    | 8     |
| «Бенфіка»         | Разом             | 281  | 290  | 75    | 69    | 21              | 18              | 10   | 1    | 387   | 378   |
| Аустрія (Відень)  | 1963/64           | 7    | 2    | 1     | 0     | 1               | 0               | 0    | 0    | 9     | 2     |
| Аустрія (Відень)  | Разом             | 7    | 2    | 1     | 0     | 1               | 0               | 0    | 0    | 9     | 2     |
| Всього за кар'єру | Всього за кар'єру | 288  | 292  | 76    | 69    | 22              | 18              | 10   | 1    | 396   | 380   |

## Титули і досягнення

### Командні
- Чемпіон Португалії (5):

«Бенфіка»: 1954-55, 1956-57, 1959-60, 1960-61, 1962-63
- Володар Кубка Португалії (7):

«Бенфіка»: 1950-51, 1951-52, 1952-53, 1954-55, 1956-57, 1958-59, 1961-62
- Володар Кубка європейських чемпіонів (2):

«Бенфіка»: 1960-61, 1961-62

### Особисті
- Найкращий бомбардир чемпіонату Португалії: 1951-52 (28), 1955-56 (28), 1956-57 (30), 1958-59 (26), 1960-61 (27)
- Найкращий бомбардир Кубка Португалії: 1950–51, 1952–53, 1954–55, 1957–58
- Найкращий бомбардир Кубка європейських чемпіонів УЄФА: 1960-61 (11 голів)

## Особисте життя
Син Жозе, Руй Агуаш, також був футболістом і нападником, з успіхом грав за «Бенфіку» і збірну. Він також представляв «Порту», забивши 30 голів у двох сезонах чемпіонату.
Його дочка, Єлена Марія, більш відома як Лена д'Агуа, відома португальська поп-співачка.